# Priscilla Norman
Florence Priscilla McLaren, lady Norman (1883 – Antibes, 1º marzo 1964) è stata una nobildonna e attivista inglese.

## Biografia
Priscilla McLaren fu la quarta figlia di Charles McLaren, I barone Aberconway e Laura Elizabeth Pochin. I suoi fratelli erano i politici liberali Henry e Francis McLaren. Nel 1907 sposò, in qualità di seconda moglie, Sir Henry Norman, I baronetto, noto giornalista e poi deputato liberale. Tra le cause che Sir Henry contribuì a promuovere come politico ci fu il suffragio femminile di cui Lady Norman fu ella stessa un'attiva sostenitrice non militante. Ricoprì la carica di On. Tesoriere dell'Unione per il suffragio femminile liberale. Come i suoi nonni che hanno fondato i Bodnant Gardens in Galles, Priscilla fu un'appassionata orticoltrice. Quando lei e suo marito acquistarono Ramster Hall, nel Surrey, fu determinante nella creazione di rododendri e azalee nei giardini. I giardini vennero aperti al pubblico nell'ambito del National Gardens Scheme dal 1927 e continuano ad essere aperti.

## Politica
Come sua madre, fu attiva nella causa del suffragio femminile attraverso la Liberal Women's Suffrage Union e la Women's Liberal Federation.
Durante la prima guerra mondiale, gestì un ospedale di volontariato a Wimereux, in Francia, con suo marito. Fu insignita della Mons Star per i suoi servizi.
Dopo la creazione dell'Imperial War Museum nel 1917, divenne presidente di una delle sue sottocommissioni e fu determinante nel garantire che i contributi delle donne durante la guerra fossero registrati e inclusi nelle collezioni del museo. Interessata ai problemi di salute mentale, divenne la prima donna ad essere nominata nel consiglio di amministrazione del Royal Earlswood Hospital nel 1926. Durante la seconda guerra mondiale fu autista del Women's Voluntary Service a Londra.
Gli archivi di Lady Norman sono conservati presso la Women's Library di Londra.